# 细柄脚骨脆
细柄脚骨脆（学名：Casearia kurzii var. gracilis）为大风子科脚骨脆属下的一个变种。

## 扩展阅读
- 維基物種上的相關：细柄脚骨脆